# Mercat d'Hostafrancs
El Mercat d'Hostafrancs és un edifici situat als carrers de la Creu Coberta, Hostafrancs de Sió, Vilardell i Àliga del barri del mateix nom de Barcelona, catalogat com bé cultural d'interès local.

## Història

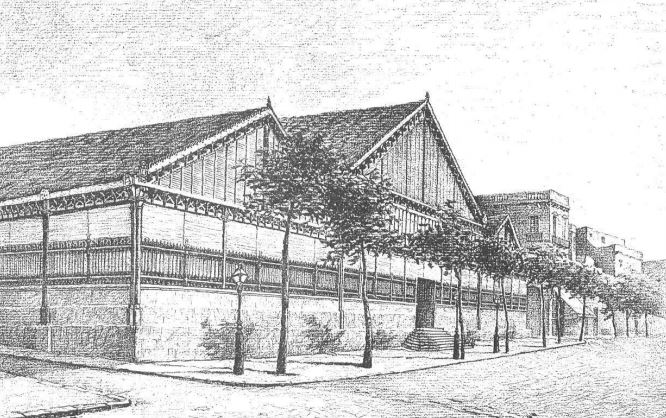
El mercat el 1890

Es va construir per a respondre a  la necessitat d'abastir un barri que va tenir un gran boom demogràfic gràcies a les fàbriques que hi havia. El projecte fou encomanat per l'Ajuntament de Barcelona a l'arquitecte Antoni Rovira i Trias, contemporàniament al del mercat de la Concepció, i es va inaugurar l'any 1888.
Als 1980 i 1990 va ser objecte de reformes, que n'han distorsionat la imatge original i la divisió interior en dos pisos.

## Descripció
És un edifici aïllat que consta de tres naus, la central més ample i alta, amb coberta a doble vessant cadascuna d'elles. Té una base de pedra on es recolzen les columnes de ferro que aguanten una biga. Entre les columnes hi ha una barana de ferro i el tancament es fa mitjançant unes planxes metàl·liques. La biga està aguantada per unes peces de ferro forjat que fan de mènsules i, sobre les columnes, amb mènsules de ferro fos amb decoració vegetal. Mentre que en les naus laterals aquesta biga fa de suport de la teulada, a la nau central té a sobre una estructura de ferro de columnes amb arcs de mig punt tancat amb vidre. Sobre aquesta estructura hi ha una biga que aguanta la teulada. Seguint les vessants de les teulades hi ha una sèrie d'obertures que permeten el pas de l'aire. Als extrems de les teulades hi ha uns escuts decoratius de ferro.
L'interior està actualment dividit en dos pisos, la qual cosa no deixa entrar la llum natural a les parades i distorsiona la visió de l'espai original. A la planta baixa, en un espai ample i sense separacions, les parades es disposen en carrers i una sèrie de columnes de ferro fos aguanten unes bigues que suporten el pes del terra del pis superior. A la primera planta s'ha ubicat una botiga. Aquí un fals sostre ressegueix les formes triangulars de les teulades però sense deixar veure la seva estructura.
El mercat té una superfície total de 3.495 m2 i una superfície comercial de 976 m². Actualment, hi ha una botiga de la cooperativa Abacus al segon pis i un supermercat a la nau de la dreta.